# Sery (Yonne)
Sery is een gemeente in het Franse departement Yonne (regio Bourgogne-Franche-Comté) en telt 114 inwoners (2009). De plaats maakt deel uit van het arrondissement Auxerre.

## Geografie
De oppervlakte van Sery bedraagt 4,3 km², de bevolkingsdichtheid is dus 26,5 inwoners per km².
De onderstaande kaart toont de ligging van Sery (Yonne) met de belangrijkste infrastructuur en aangrenzende gemeenten.

## Demografie
Onderstaande figuur toont het verloop van het inwonertal (bron: INSEE-tellingen).